# XXXI dinastia egípcia
A XXXI dinastia egípcia (também chamada de 2º Período Persa) inicia-se com a queda do último faraó, Nectanebo II, a governar o Egito como uma entidade independente. Nectanebo II foi derrubado em um ataque persa, no ano de 343 a.C, liderado por Artaxerxes III, tornando-se o fundador desta dinastia.
A 31ª dinastia durou 10 anos, mas foi interrompida durante cerca de 2 anos por uma faraó natural do Egito, de nome Khababash, que parece ter conseguido controlar todo o Baixo Egito.
No ano de 332 a.C. Alexandre, o Grande acabou por tomar o Egito sem luta, já que os persas não tinham mais força para suportar os ataques de Alexandre. Assim, com o fim da 31ª dinastia, iniciou-se o Período Macedônio que durou 28 anos.

## Lista de faraós
- Artaxerxes III – 343 - 338 a.C.
- Artaxerxes IV – 338 - 336 a.C.
- Dario III – 335 - 332 a.C.
- Esta dinastia foi interrompida por um faraó natural do Egito, Kababash (Senentanen-setepen-ptah)